# Soyuz TMA-11M
Soyuz TMA-11M fue un vuelo planificado en 2013 a la Estación Espacial Internacional. Transportó a tres miembros de la Expedición 38 a la Estación Espacial Internacional. La Soyuz TMA-11M fue el vuelo 120 de la Soyuz, con el lanzamiento del primer vuelo en 1967. El acoplamiento de la nave espacial Soyuz TMA-11M el 7 de noviembre de 2013 marcó la primera vez desde octubre de 2009 que nueve personas residían en la estación espacial sin la presencia de un transbordador espacial.
El cohete y la nave espacial llevaban el logo de los Juegos Olímpicos de Sochi en el casco. Durante la misión, la antorcha olímpica salió por primera vez al espacio exterior. Los astronautas rusos Oleg Kotov y Sergey Ryazansky la llevaron en la sección rusa de la Estación Espacial Internacional.

## Tripulación
| Puesto               | Miembros de la tripulación                           | Miembros de la tripulación                           |
| -------------------- | ---------------------------------------------------- | ---------------------------------------------------- |
| Comandante           | Mikhail Tyurin, RSA Expedición 38 Tercer vuelo       | Mikhail Tyurin, RSA Expedición 38 Tercer vuelo       |
| Ingeniero de vuelo 1 | Richard Mastracchio, NASA Expedición 38 Cuarto vuelo | Richard Mastracchio, NASA Expedición 38 Cuarto vuelo |
| Ingeniero de vuelo 2 | Koichi Wakata, JAXA Expedición 38 Cuarto vuelo       | Koichi Wakata, JAXA Expedición 38 Cuarto vuelo       |

### Tripulación de respaldo
| Puesto               | Miembros de la tripulación            | Miembros de la tripulación            |
| -------------------- | ------------------------------------- | ------------------------------------- |
| Comandante           | Maksim Surayev, RSA Primer vuelo      | Maksim Surayev, RSA Primer vuelo      |
| Ingeniero de vuelo 1 | Gregory R. Wiseman, NASA Primer vuelo | Gregory R. Wiseman, NASA Primer vuelo |
| Ingeniero de vuelo 2 | Alexander Gerst, ESA Primer vuelo     | Alexander Gerst, ESA Primer vuelo     |